# Anthon Bang
Pour les articles homonymes, voir Bang.
Anthon Bang (Copenhague, 9 décembre 1809 - Christiania, 31 juillet 1870) est un écrivain et éditeur norvégien.

## Biographie
Il grandit à Trondheim et son grand-père était Carsten Gerhard Bang, le directeur de Røros Kobberverk (no).
Il abandonne sa carrière militaire en 1844 à cause d'une maladie, et travaille comme publiciste et éditeur des publications comme Lørdags-Aftenblad for Arbeidsklassen à Christiania (1860-1866). Il fonde Dagbladet en 1869.